# Han Hye-sook
Han Hye-sook (nascida em 20 de agosto de 1951) é uma atriz sul-coreana.

## Prêmios e indicações
| Ano  | Prêmio                   | Categoria                  | Obra indicada | Resultado |
| ---- | ------------------------ | -------------------------- | ------------- | --------- |
| 1987 | 23º Baeksang Arts Awards | Melhor atriz (TV)          | Windfall      | Venceu    |
| 2002 | MBC Drama Awards         | Prêmio especial de atuação | Miss Mermaid  | Venceu    |
| 2006 | SBS Drama Awards         | Grand Prize (Daesang)      | Dear Heaven   | Venceu    |
| 2006 | SBS Drama Awards         | 10 principais estrelas     | Dear Heaven   | Venceu    |